# Яблунівська селищна територіальна громада
Яблунівська селищна громада — територіальна громада в Україні, в Косівському районі Івано-Франківської області. Адміністративний центр — селище Яблунів.
Площа громади — 204,8 км², населення — 15 933 мешканці (2020).
Утворена 25 квітня 2017 року шляхом об'єднання Яблунівської селищної ради та Акрешорської, Лючанської, Стопчатівської, Текученської, Уторопської сільських рад Косівського району.
12 червня 2020 року розширена шляхом долучення Баня-Березівської, Вижньоберезівської, Середньоберезівської, Нижньоберезівської та Лючківської сільських рад Косівського району.

## Населені пункти
До складу громади входять 1 селище (Яблунів) і 10 сіл:
- Акрешори
- Баня-Березів
- Вижній Березів
- Люча
- Лючки
- Нижній Березів
- Середній Березів
- Стопчатів
- Текуча
- Уторопи